# Ponhea Yat
Ponhea Yat, död 1463, var en kambodjansk monark. Han var kung av Khmerriket mellan 1421 och 1431.